# 중성미자 속도 측정
중성미자 속도 측정(영어: Measurements of neutrino speed)은 특수 상대성이론의 시험이자 중성미자의 질량 결정을 위해 수행되었다. 천문학적 탐사는 먼 소스에서 동시에 방출된 빛과 중성미자가 지구에 동시에 도달하는지 여부를 조사한다. 지구 기반 탐사에는 동기화된 시계를 사용한 비행 시간 측정과 중성미자 속도를 다른 입자의 속도와 직접 비교하는 것이 포함된다.
중성미자가 질량을 가지고 있다는 것이 확립되었으므로, 운동 에너지 범위가 MeV에서 GeV에 이르는 중성미자의 속도는 특수 상대성이론에 따라 빛의 속력보다 약간 낮아야 한다. 기존 측정에서는 빛의 속도와의 편차에 대한 상한이 약 10−9, 즉 십억 분의 몇으로 나타났다. 이는 허용 오차 내에서 전혀 편차가 없다는 것과 일치한다.

## 개요
| 에너지                    | 10 eV                                         | 1 KeV                                         | 1 MeV                                          | 1 GeV                                          | 1 TeV                                          |
| {\displaystyle \|v-c\|/c} | {\displaystyle \scriptstyle \lesssim 10^{-4}} | {\displaystyle \scriptstyle \lesssim 10^{-8}} | {\displaystyle \scriptstyle \lesssim 10^{-14}} | {\displaystyle \scriptstyle \lesssim 10^{-20}} | {\displaystyle \scriptstyle \lesssim 10^{-26}} |

상대론적 운동 에너지에 따른 중성미자 속도. 중성미자 질량 < 0.2 eV/c².

오랫동안 입자물리학의 표준 모형 틀 내에서 중성미자는 질량이 없는 것으로 가정되었다. 따라서 특수 상대성이론에 따라 정확히 빛의 속도로 이동해야 한다. 그러나 중성미자 진동이 발견된 이후, 중성미자가 소량의 질량을 가지고 있다고 가정된다. 따라서 중성미자는 빛보다 약간 느리게 이동해야 하는데, 그렇지 않으면 중성미자의 상대론적 에너지가 무한히 커질 것이기 때문이다. 이 에너지는 다음 공식으로 주어진다.
{\displaystyle E={\frac {mc^{2}}{\sqrt {1-{\frac {v^{2}}{c^{2}}}}}}},
여기서 v는 중성미자 속도이고 c는 빛의 속도이다. 중성미자 질량 m은 현재 2 eV/c²로 추정되며, 심지어 0.2 eV/c²보다 낮을 수도 있다. 후자의 질량 값과 상대론적 에너지 공식에 따르면, 빛과 중성미자 사이의 상대적 속도 차이는 고에너지에서 더 작으며, 오른쪽 그림에 표시된 바와 같이 발생해야 한다.
지금까지 수행된 비행 시간 측정은 10 MeV 이상의 에너지를 가진 중성미자를 조사했다. 그러나 현재의 시간 측정 정밀도로는 그러한 고에너지에서 상대성이론이 예측하는 속도 차이를 결정할 수 없다. 이러한 측정이 계속 수행되는 이유는 특정 상황에서 빛의 속도에서 훨씬 더 큰 편차가 발생할 수 있다는 이론적 가능성과 관련이 있다. 예를 들어, 중성미자가 초광속 입자의 일종인 타키온일 수 있다고 가정되었는데, 다른 사람들은 이 제안을 비판했다. 가설적인 타키온은 로렌츠 불변성과 양립 가능하다고 여겨지지만, 양자 중력의 추측성 변형에 의해 동기 부여된 로렌츠 불변성 위반 프레임워크에서도 초광속 중성미자가 연구되었다. 예를 들어, 표준 모형 확장에 따르면 로렌츠 위반 중성미자 진동이 발생할 수 있다. 비행 시간 측정 외에도, 이러한 모델은 중성미자 속도의 간접적 결정 및 기타 로렌츠 위반에 대한 현대적 탐사도 허용한다. 이러한 모든 실험은 로렌츠 불변성과 특수 상대성이론을 확인했다.

## 페르미랩 (1970년대)
페르미랩은 1970년대에 뮤온의 속도를 30에서 200 GeV 사이의 에너지에 있는 중성미자 및 반중성미자의 속도와 비교하는 일련의 지상 측정을 수행했다. 페르미랩 협대역 중성미자 빔은 다음과 같이 생성되었다: 400-GeV 양성자가 표적을 때려 파이 중간자와 케이 중간자로 구성된 이차 빔을 생성한다. 그런 다음 그들은 235미터 길이의 진공 붕괴 튜브에서 붕괴한다. 남아있는 강입자는 이차 덤프에 의해 정지되어, 중성미자와 일부 고에너지 뮤온만이 500미터 길이의 지구 및 강철 차폐를 뚫고 입자 검출기에 도달할 수 있다.
양성자는 18.73 ns 간격으로 1 나노초 지속 시간의 뭉치로 전달되기 때문에, 뮤온과 중성미자의 속도를 결정할 수 있었다. 속도 차이는 중성미자 뭉치의 연장과 전체 중성미자 시간 스펙트럼의 변위를 초래할 것이다. 처음에는 뮤온과 중성미자의 속도가 비교되었다.
나중에는 반중성미자도 관측되었다.
빛의 속도와의 편차에 대한 상한은 다음과 같았다:
{\displaystyle {\frac {|v-c|}{c}}<4\times 10^{-5}}.
이는 측정 정확도(95% 신뢰 수준) 내에서 빛의 속도와 일치했으며, 이 정확도에서는 중성미자 속도의 에너지 의존성도 발견되지 않았다.

## 초신성 1987A
빛의 속도와의 가장 정확한 일치(2012년 현재)는 1987년 초신성 1987A에서 157000 ± 16000 광년 거리에 있는 7.5에서 35 MeV 사이의 에너지를 가진 전자 반중성미자의 관측을 통해 결정되었다. 빛의 속도와의 편차에 대한 상한은 다음과 같았다:
{\displaystyle {\frac {|v-c|}{c}}<2\times 10^{-9}},
따라서 빛의 속도의 0.999999998배 이상이다. 이 값은 빛과 중성미자의 도착 시간을 비교하여 얻어졌다. 약 3시간의 차이는 거의 상호작용하지 않는 초신성 중성미자가 초신성을 방해받지 않고 통과할 수 있었던 반면, 빛은 더 오랜 시간을 필요로 했다는 상황으로 설명되었다.

## MINOS (2007)
최초의 지상 절대 전송 시간 측정은 페르미랩의 MINOS (2007)에 의해 수행되었다. 중성미자(소위 NuMI 빔)를 생성하기 위해 그들은 페르미랩 주입기를 사용했는데, 이를 통해 120-GeV 양성자가 스필당 5-6개의 배치로 흑연 표적으로 향했다. 이로 인해 생성된 중간자는 675미터 길이의 붕괴 터널에서 뮤온 중성미자(93%)와 뮤온 반중성미자(6%)로 붕괴했다. 이동 시간은 734 km 떨어져 있는 MINOS 근거리 및 원거리 검출기의 도착 시간을 비교하여 결정되었다. 두 스테이션의 시계는 GPS로 동기화되었으며, 신호 전송에는 긴 광섬유가 사용되었다.
그들은 약 126 ns의 중성미자 조기 도착을 측정했다. 따라서 상대 속도 차이는 {\displaystyle \scriptstyle (5.1\pm 2.9)\times 10^{-5}} (68% 신뢰 한계)였다. 이는 빛의 속도의 1.000051±29배에 해당하며, 따라서 분명히 빛보다 빠르다. 주요 오차의 원인은 광섬유 지연의 불확실성이었다. 이 결과의 통계적 유의성은 1.8σ 미만이었으므로, 과학적 발견으로 인정되려면 5σ가 필요하기 때문에 유의미하지 않았다.
99% 신뢰 수준에서 다음과 같이 주어졌다.
{\displaystyle -2.4\times 10^{-5}<{\frac {v-c}{c}}<12.6\times 10^{-5}},
중성미자 속도는 0.999976c보다 크고 1.000126c보다 낮다. 따라서 이 결과는 아광속 속도와도 양립 가능하다.

## OPERA (2011, 2012)

### 변칙
OPERA 실험에서는 CERN에서 생성된 10.5 μs 길이의 양성자 추출물로 나뉜 17-GeV 중성미자가 743 km 떨어진 표적에 충돌하는 데 사용되었다. 그런 다음 파이 중간자와 케이 중간자가 생성되어 부분적으로 뮤온과 뮤온 중성미자(CERN Neutrinos to Gran Sasso, CNGS)로 붕괴한다. 중성미자는 730 km 떨어진 그란 사소 국립 연구소 (LNGS)로 계속 이동하며, 그곳에 OPERA 검출기가 위치한다. GPS는 시계를 동기화하고 정확한 거리를 결정하는 데 사용되었다. 또한, LNGS에서는 신호 전송에 광섬유가 사용되었다. 양성자 추출물의 시간 분포는 약 16000개의 중성미자 사건과 통계적으로 비교되었다. OPERA는 빛의 속도로 예상되는 도착 시간보다 약 60 나노초 더 일찍 중성미자가 도착했음을 측정했으며, 이는 중성미자 속도가 빛의 속도보다 빠르다는 것을 나타낸다. MINOS 결과와 달리, 편차는 6σ였으며 따라서 분명히 유의미했다.
가능한 통계적 오차를 배제하기 위해 CERN은 2011년 10월부터 11월까지 뭉쳐진 양성자 빔을 생성했다. 양성자 추출물은 524 ns 간격으로 3 ns의 짧은 뭉치로 나뉘어, 모든 중성미자 사건이 양성자 뭉치와 직접 연결될 수 있도록 했다. 20개의 중성미자 사건 측정 결과 다시 약 62 ns의 조기 도착을 보였으며, 이는 이전 결과와 일치했다. 그들은 분석을 업데이트하고 유의성을 6.2σ까지 높였다.
2012년 2월과 3월에 실험 장비에 두 가지 오류가 있었음이 밝혀졌다: 컴퓨터 카드에 잘못된 케이블 연결이 있어 중성미자가 예상보다 빠르게 나타나게 했다. 다른 하나는 사양을 벗어난 발진기로, 중성미자가 예상보다 느리게 나타나게 했다. 그런 다음 2007년부터 2008년, 2008년부터 2011년, 2011년부터 2012년까지 OPERA와 같은 위치에 있는 LVD 검출기에서 우주 고에너지 뮤온의 도착 시간이 비교되었다. 2008년부터 2011년 사이에 케이블 커넥터 오류가 약 73 ns의 편차를 일으켰고, 발진기 오류가 반대 방향으로 약 15 ns를 일으켰음이 밝혀졌다.
이것과 ICARUS 협력단에 의한 빛의 속도와 일치하는 중성미자 속도 측정(ICARUS (2012) 참조)은 중성미자가 아마도 빛보다 빠르지 않았음을 시사했다.

### 최종 결과
마지막으로, 2012년 7월 OPERA 협력단은 2009년부터 2011년까지의 데이터에 대한 새로운 분석을 발표했으며, 여기에는 위에 언급된 계측 효과가 포함되어 도착 시간 차이(빛의 속도와 비교하여)에 대한 한계를 얻었다:
{\displaystyle \delta t=6.5\pm 7.4\ (\mathrm {stat.} ){\scriptstyle {+8.3 \atop -8.0}}\ (\mathrm {sys.} )} 나노초,
그리고 속도 차이에 대한 한계:
{\displaystyle {\frac {v-c}{c}}=(2.7\pm 3.1\ (\mathrm {stat.} ){\scriptstyle {+3.4 \atop -3.3}}\ (\mathrm {sys.} ))\times 10^{-6}}.
또한 2011년 10월과 11월의 묶인 빔에 대한 해당 새로운 분석도 이 결과와 일치했다:
{\displaystyle \delta t=-1.9\pm 3.7\ (\mathrm {stat.} )} 나노초
오차의 극단에서도 이 결과는 여전히 초광속 중성미자 속도를 허용하지만, 주로 빛의 속도와 일치하며, 속도 차이에 대한 {\displaystyle 10^{-6}} 한계는 이전 지상 비행 시간 측정보다 한 자릿수 더 정밀하다.

## LNGS (2012)
OPERA 및 ICARUS 측정에 이어 LNGS 실험인 보렉시노, LVD, OPERA 및 ICARUS는 2012년 5월 10일에서 24일 사이에 CERN이 또 다른 묶인 빔 재실행을 제공한 후 새로운 테스트를 수행했다. 모든 측정은 빛의 속도와 일치했다. 17-GeV 뮤온 중성미자 빔은 추출당 ~300ns 간격으로 4개의 배치로 구성되었으며, 배치는 ~100ns 간격으로 16개의 뭉치로 구성되었고, 뭉치 폭은 ~2ns였다.

### 보렉시노
보렉시노 협력단은 2011년 10월~11월의 묶인 빔 재실행과 2012년 5월의 두 번째 재실행을 모두 분석했다.
2011년 데이터의 경우, 36개의 중성미자 사건을 평가했으며, 비행 시간 차이에 대한 상한을 얻었다:
{\displaystyle \delta t=-6.5\pm 7\ (\mathrm {stat.} )\pm 6\ (\mathrm {sys.} )} 나노초.
2012년 5월 측정의 경우, 새로운 아날로그 소형 지터 트리거링 시스템과 Rb 시계에 연결된 지오데시 GPS 수신기를 설치하여 장비를 개선했다. 그들은 또한 LVD 및 ICARUS와 함께 독립적인 고정밀 측지학 측정을 수행했다. 62개의 중성미자 사건이 최종 분석에 사용될 수 있었으며, 비행 시간 차이에 대한 더 정확한 상한을 제공했다.
{\displaystyle \delta t=0.8\pm 0.7\ (\mathrm {stat.} )\pm 2.9\ (\mathrm {sys.} )} 나노초,
이에 상응하는 것은
{\displaystyle {\frac {|v-c|}{c}}<2.1\times 10^{-6}} (90% C.L.).

### LVD
LVD 협력단은 2011년 10월~11월의 빔 재실행을 먼저 분석했다. 그들은 32개의 중성미자 사건을 평가했으며, 비행 시간 차이에 대한 상한을 얻었다:
{\displaystyle \delta t=3.1\pm 5.3\ (\mathrm {stat.} )\pm 8\ (\mathrm {sys.} )} 나노초.
2012년 5월 측정에서 그들은 보렉시노 협력단이 제공하는 새로운 LNGS 타이밍 시설과 LVD, 보렉시노, ICARUS가 얻은 측지 데이터를 사용했다(위 참조). 그들은 또한 섬광 계수기와 트리거를 업데이트했다. 48개의 중성미자 사건(50 MeV 이상의 에너지, 평균 중성미자 에너지는 17 GeV)이 5월 분석에 사용되었으며, 비행 시간 차이에 대한 상한을 개선했다.
{\displaystyle \delta t=0.9\pm 0.6\ (\mathrm {stat.} )\pm 3.2\ (\mathrm {sys.} )} 나노초,
이에 상응하는 것은
{\displaystyle -3.8\times 10^{-6}<{\frac {v-c}{c}}<3.1\times 10^{-6}} (99% C.L.).

### ICARUS
2011년 10월~11월의 빔 재실행 분석을 발표한 후(위 참조), ICARUS 협력단은 5월 재실행 분석도 제공했다. 그들은 자체 내부 타이밍 시스템과 CERN-LNGS 간의 타이밍 시스템을 대폭 개선했으며, 보렉시노 및 LVD와 함께 측지 LNGS 측정을 사용하고 보렉시노의 타이밍 시설을 활용했다. 25개의 중성미자 사건이 최종 분석에 평가되었으며, 비행 시간 차이에 대한 상한을 산출했다:
{\displaystyle \delta t=0.18\pm 0.69\ (\mathrm {stat.} )\pm 2.17\ (\mathrm {sys.} )} 나노초,
이에 상응하는 것은
{\displaystyle {\frac {v-c}{c}}=(0.7\pm 2.8\ (\mathrm {stat.} )\pm 8.9\ (\mathrm {sys.} ))\times 10^{-7}}.
빛의 속도보다 {\displaystyle 1.6\times 10^{-6}c} 이상 빠른 중성미자 속도는 배제된다(95% C.L.).

### OPERA
초기 결과를 수정한 후, OPERA는 2012년 5월 측정 결과도 발표했다.
중성미자 사건 평가를 위해 추가적인 독립적인 타이밍 시스템과 네 가지 다른 분석 방법이 사용되었다. 그들은 빛과 뮤온 중성미자 사이의 비행 시간 차이에 대한 상한(분석 방법에 따라 48~59개의 중성미자 사건)을 제공했다:
{\displaystyle \delta t=0.6\pm 0.4\ (\mathrm {stat.} )\pm 3.0\ (\mathrm {sys.} )} 나노초,
그리고 빛과 반뮤온 중성미자 사이의 비행 시간 차이(3개의 중성미자 사건):
{\displaystyle \delta t=1.7\pm 1.4\ (\mathrm {stat.} )\pm 3.2\ (\mathrm {sys.} )} 나노초,
다음 범위에서 빛의 속도와 일치한다:
{\displaystyle -1.8\times 10^{-6}<{\frac {v-c}{c}}<2.3\times 10^{-6}} (90% C. L.).

## MINOS (2012)

### 구 타이밍 시스템
MINOS 협력단은 2007년의 속도 측정에 대해 추가로 연구했다. 그들은 7년 동안 수집된 데이터를 검토하고, GPS 타이밍 시스템과 전자 부품의 지연에 대한 이해를 개선했으며, 업그레이드된 타이밍 장비도 사용했다. 중성미자는 5-6개의 배치를 포함하는 10 마이크로초 스필에 걸쳐 있었다. 분석은 두 가지 방식으로 수행되었다. 첫째, 2007년 측정과 마찬가지로 원거리 검출기의 데이터는 근거리 검출기의 데이터에 의해 통계적으로 결정되었다("Full Spill Approach"):
{\displaystyle \delta t=-18\pm 11\ (\mathrm {stat.} )\pm 29\ (\mathrm {sys.} )} 나노초,
둘째, 배치 자체와 연결된 데이터가 사용되었다("Wrapped Spill Approach"):
{\displaystyle \delta t=-11\pm 11\ (\mathrm {stat.} )\pm 29\ (\mathrm {sys.} )} 나노초,
이것은 빛의 속도로 이동하는 중성미자와 일치하며, 2007년 예비 결과를 상당히 개선했다.

### 신 타이밍 시스템
정밀도를 더욱 향상시키기 위해 새로운 타이밍 시스템이 개발되었다. 특히, 양성자 빔의 시간 분포를 측정하는 "저항 벽 전류 모니터"(RWCM), CS 원자시계, 이중 주파수 GPS 수신기, 그리고 검출기 지연을 측정하는 보조 검출기가 설치되었다. 분석을 위해 중성미자 사건을 특정 10 μs 양성자 스필과 연결할 수 있었으며, 이를 통해 가능성 분석이 생성된 다음 다른 사건들의 가능성이 결합되었다. 결과:
{\displaystyle \delta t=-2.4\pm 0.1\ (\mathrm {stat.} )\pm 2.6\ (\mathrm {sys.} )} 나노초,
그리고
{\displaystyle {\frac {v-c}{c}}=(1.0\pm 1.1)\times 10^{-6}}.
이는 2015년 최종 출판물에서 확인되었다.

## 중성미자 속도의 간접적 결정
표준 모형 확장을 포함하는 로렌츠 위반 중성미자 진동과 같은 로렌츠 위반 프레임워크는 또한 중성미자 속도와 빛의 속도 사이의 편차를 에너지를 측정하고 먼 거리에서 다른 입자의 붕괴율을 측정함으로써 간접적으로 결정할 수 있게 한다. 이 방법을 통해 스티커(Stecker) 등이 얻은 것과 같이 훨씬 더 엄격한 한계를 얻을 수 있다:
{\displaystyle {\frac {|v-c|}{c}}<5.6\times 10^{-19}}.
초광속 중성미자에 대한 더 많은 간접적 한계는 Modern searches for Lorentz violation § Neutrino speed를 참조하라.